# Montura (Florida)
Montura es un lugar designado por el censo ubicado en el condado de Hendry en el estado estadounidense de Florida. En el Censo de 2010 tenía una población de 3.283 habitantes y una densidad poblacional de 56,64 personas por km².

## Geografía
Montura se encuentra ubicado en las coordenadas 26°38′34″N 81°5′38″O / 26.64278, -81.09389. Según la Oficina del Censo de los Estados Unidos, Montura tiene una superficie total de 57.96 km², de la cual 57.96 km² corresponden a tierra firme y (0%) 0 km² es agua.

## Demografía
Según el censo de 2010, había 3.283 personas residiendo en Montura. La densidad de población era de 56,64 hab./km². De los 3.283 habitantes, Montura estaba compuesto por el 76.67% blancos, el 2.13% eran afroamericanos, el 1.68% eran amerindios, el 0.55% eran asiáticos, el 0.09% eran isleños del Pacífico, el 15.38% eran de otras razas y el 3.5% pertenecían a dos o más razas. Del total de la población el 69.11% eran hispanos o latinos de cualquier raza.